# Formica subaenescens
Formica subaenescens är en myrart som beskrevs av Carlo Emery 1893. Formica subaenescens ingår i släktet Formica och familjen myror. Inga underarter finns listade i Catalogue of Life.

## Bildgalleri

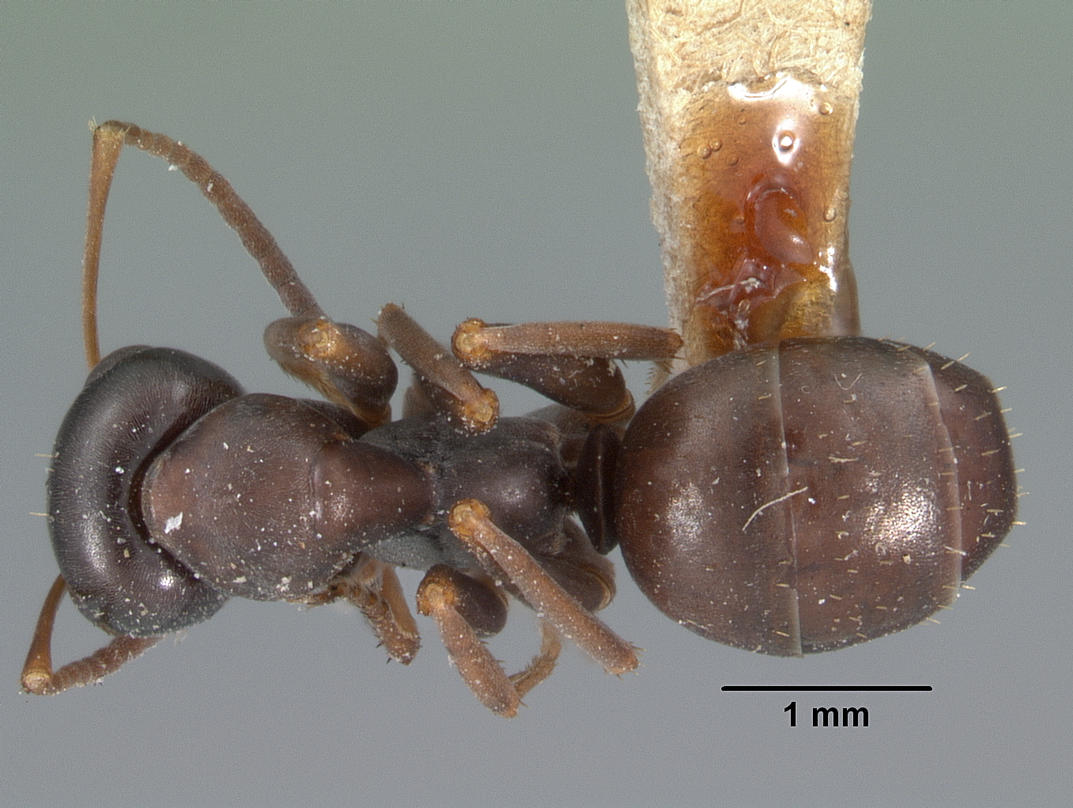
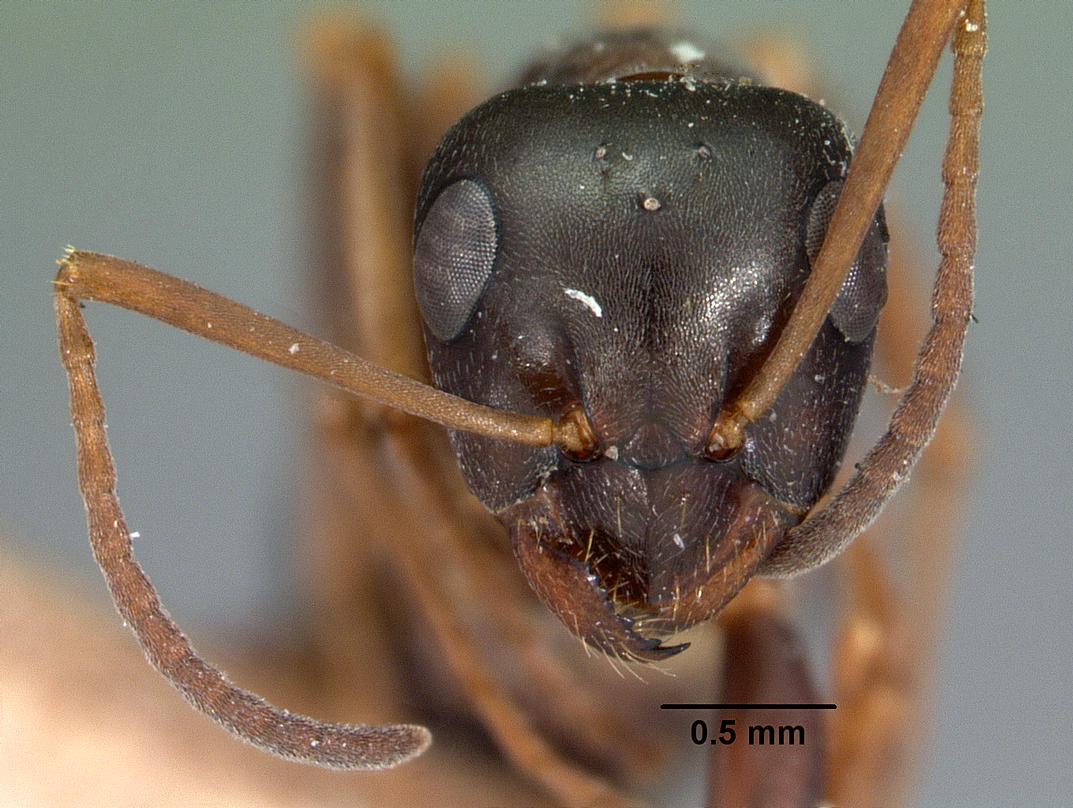
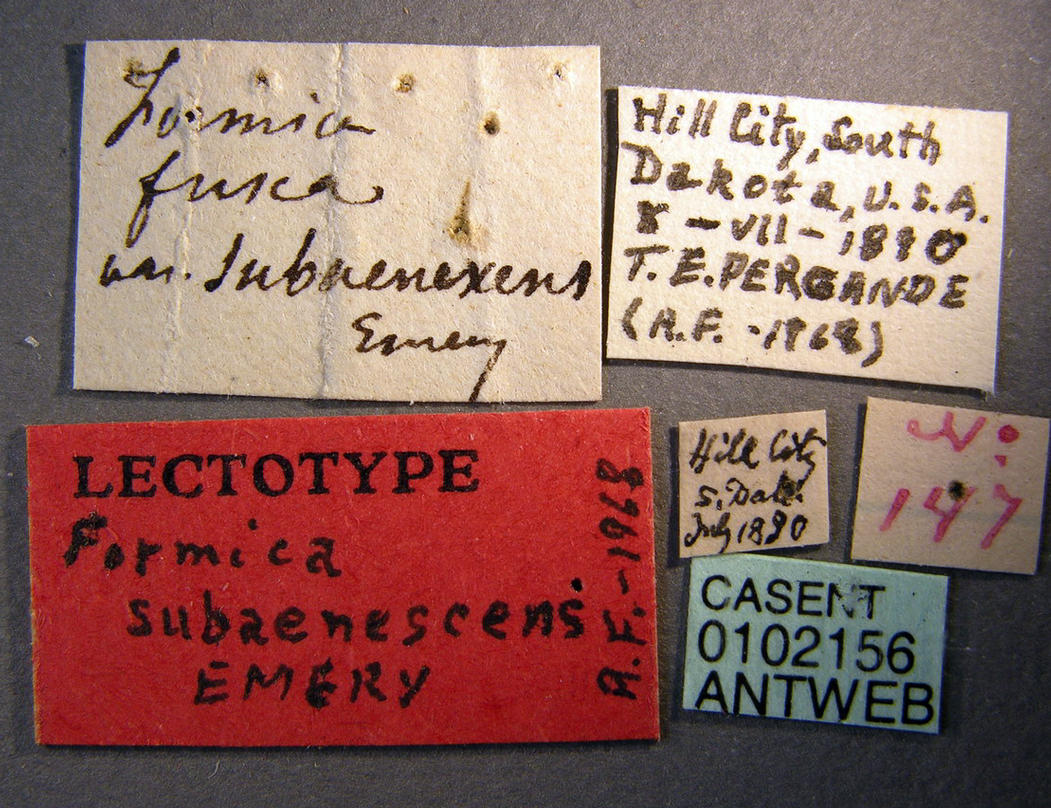
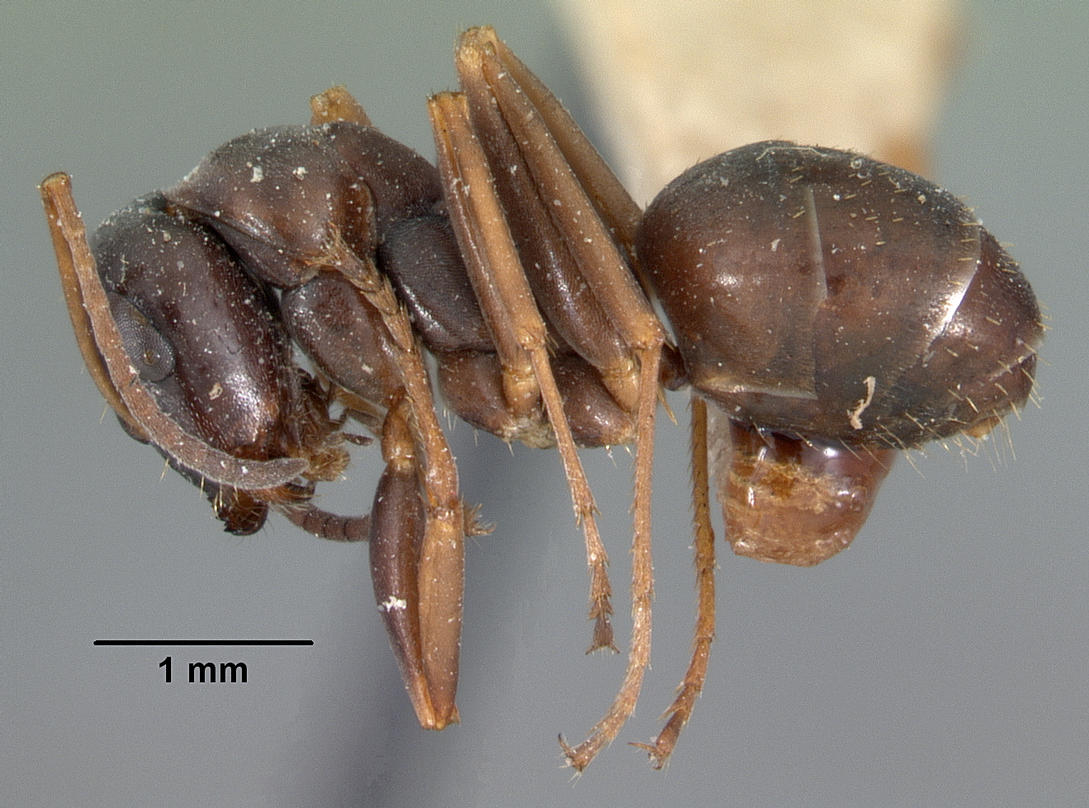